# 馬場裕一
馬場 裕一（ばば ひろかず、1959年5月1日 - 2024年7月28日）は、日本の麻雀ライター。編集者。解説者。麻雀企画集団バビロン総帥。GPC副代表。フリーのプロ雀士である。元最高位戦日本プロ麻雀協会に所属。愛称はバビィ、ババプロなど。

## 来歴
東京都出身。中学生の時、友人の母親に教わり麻雀を覚える。麻雀を打つ機会があまりなかったので、活字主体だった麻雀雑誌『近代麻雀』（竹書房）に夢中になる。立教高校進学後も夢中になり続けた。やがて、発売日まで待てなくなったある日、刷り上がった原稿を直接もらおうとして学校に行かずに学生服のまま竹書房まで訪問する。当時の社長が馬場を出迎え編集部まで案内した後、説教をし、続けてアルバイトの勧誘をした。以降、校正を手伝うようになる。「誌上対局」の企画が始まると採譜もするようになる。小島武夫など著名人も直接見られるようになり麻雀の世界にのめり込んでいく。
立教大学文学部日文科に入学。大学2年生で最高位戦日本プロ麻雀協会Bリーグ予選に出場し、勝ち上がって最高位戦日本プロ麻雀協会Bリーグのプロになる。東京六大学麻雀リーグを発足させ、リーグ戦で立教大学キャプテンとして出場。明治大学キャプテンだった片山まさゆきと出会い、片山から「メンチンの馬場」と呼ばれた。大学中退後、編集、ライター、劇画原作などを行うようになる。やがて、人気漫画家となった片山の漫画作品『スーパーヅガン』や『ぎゅわんぶらあ自己中心派』に登場する「ババプロ」のモデルになり有名になっていく。一方、裏方の方が性に合うと思うようになり最高位戦日本プロ麻雀協会から脱会、麻雀プロのプロデュースに目を向ける。
第3回MONDO21杯では決勝まで残り第2位（優勝は雀鬼会同門の土田だった）と活躍したが、第4回MONDO21杯では1次予選で敗退。第8回MONDO21杯では決勝卓に残るも第3位。第9回MONDO21杯は1次予選で敗退し、これにてアンダー50のMONDO21杯を卒業。
2021年2月より癌闘病中であることを告白していたが、2024年7月28日に死去。65歳没。訃報は7月30日に麻雀企画集団バビロン代表の黒木真生のSNSで公表された。

## 雀風・人物
- 好きな手役はメンゼンのチンイツで「メンチンのバビィ」と呼ばれる[3]。
- 何切る問題を作るのが得意。
- 桜井章一主催の雀鬼会に参加していた経歴を持つ[10]。
- 遅刻魔としても知られ、第1回MONDO21杯の初回収録でいきなり大遅刻（ラーメン屋に寄っていたと語る）。これが原因で、実況を土井泰昭に交代させられている。
- 座右の銘は野村克也の言葉である『アマは「自分が喜ぶ」。プロは「人が喜ぶ」』[3]。

## 麻雀企画集団バビロン
馬場が編集やライターの仕事を手掛ける中で、裏方として「どうしたらプレイヤー（雀士）が輝ける場所を作っていけるのか」といったプロデュース的な道を模索する中で最高位戦日本プロ麻雀協会にいた若手プロ2人から持ちかけられる形で、スタッフ4人で「麻雀企画集団」として有限会社バビロンを設立。2015年に株式会社に移行する。
主に、麻雀大会の運営や番組制作などを業務としており、「麻雀最強戦」「モンド麻雀プロリーグ」「夕刊フジ杯麻雀女王決定戦」などの番組制作を担当。映画や漫画の闘牌指導も行なっている。
肩書きが嫌いな馬場が法人の代表権を持たない「総帥」、黒木真生（日本プロ麻雀連盟理事）が代表取締役となっている。日本プロ麻雀連盟所属のプロ雀士であるケネス徳田も制作部部長として所属している。

## 書籍

### 著書
- マージャン百科全書 バカヅキハリケーン（共著:片山まさゆき）（1989年9月1日、竹書房）ISBN 9784884750435
- 近代麻雀 何を切る（イラスト:片山まさゆき）（1990年12月1日、竹書房）ISBN 9784884750763
- 近代麻雀 何を切る 2（イラスト:片山まさゆき）（1991年7月5日、竹書房）ISBN 9784884750855
- 近代麻雀 何を切る 3（イラスト:片山まさゆき）（1991年8月1日、竹書房）ISBN 9784884750862
- 近代麻雀 何を切る 4（イラスト:片山まさゆき）（1992年6月5日、竹書房）ISBN 9784884751371
- 定本 何を切る!?（共著:片山まさゆき、西原理恵子）（1992年9月1日、竹書房）ISBN 9784884756031
- バビィ&ロッキーの超明解!実戦麻雀 何を打つ?（共著:ロッキー堀江）（1992年12月1日、白夜書房）ISBN 9784893672940
- ロッキー&バビィの麻雀大会へようこそ（共著:ロッキー堀江）（1993年8月15日、コーエーテクモゲームス）ISBN 9784877190231
- 近代麻雀 新 何を切る 逆転の法則（イラスト:片山まさゆき）（1994年6月7日、竹書房）ISBN 9784884752903
- 定本 何を切る!? 2（共著:片山まさゆき、みやわき心太郎、有元美保、どい誠）（1995年12月27日、竹書房）ISBN 9784884758592
- 定本 何を切る!? 3（共著:みやわき心太郎）（1996年10月1日、竹書房）ISBN 9784812451038
- 芸能界麻雀最強位決定戦 THE われめDEポン 1（協力:フジテレビ）（1996年5月1日、竹書房）ISBN 9784812401248
- 芸能界麻雀最強位決定戦 THE われめDEポン 2（協力:フジテレビ）（1996年8月1日、竹書房）ISBN 9784812402030
- 答えてバビィ 1卓に1冊!!麻雀もめごと和睦の書（共著:片山まさゆき、桜井章一）（1996年8月1日、竹書房）ISBN 9784812401880
- 何を切る!? MASTER 完全保存版（共著:片山まさゆき）（2000年4月1日、ぶんか社）ISBN 9784821106257
- マージャン百科全書 バカヅキタイフーン（共著:片山まさゆき）（2002年7月1日、竹書房）ISBN 9784812409251
- 完全無欠のフリー雀荘入門大宝典 カッパギ天国（共著:バビロン）（2002年7月19日、毎日コミュニケーションズ）ISBN 9784839907464
- プロ麻雀最強の法則（共著:梶本琢程）（2003年2月1日、毎日コミュニケーションズ）ISBN 9784839909420
- メキメキ強くなる! バビィの麻雀特訓コース（2006年12月26日、 毎日コミュニケーションズ）ISBN 9784839922405
- 手牌が透ける!? バビィの麻雀捨て牌読み（2008年5月30日、毎日コミュニケーションズ）ISBN 9784839928582
- バリバリ強くなる!! バビィの麻雀鉄板セオリー（2009年9月19日、毎日コミュニケーションズ）ISBN 9784839933289
- 実戦! ブレイン麻雀（2009年12月28日、毎日コミュニケーションズ）ISBN 9784839933982
- バビィの麻雀 何切る180連発!!（2010年5月31日、毎日コミュニケーションズ）ISBN 9784839935689
- 麻雀 新世代の戦術革命（2013年5月16日、マイナビ）ISBN 9784839947132
- 対応力に差がつく 現代麻雀の常識次の一手（2017年1月31日、マイナビ出版）ISBN 9784839962265
- バビィのメンチン何切る（2017年5月22日、竹書房）ISBN 9784801910867
- 麻雀最強戦全史（2019年9月3日、竹書房）ISBN 9784801919891
- 馬場裕一の見た夢（共著:黒木真生、イラスト:片山まさゆき）（2023年1月26日、文友舎）ISBN 9784867038093

### 編集
- バビィ&片チンの麻雀 これだけわかればすぐ打てる!（イラスト:片山まさゆき）（2001年7月、日本文芸社）ISBN 9784537200645

### 監修
- バビィの究極！麻雀何切る365（2019年8月26日、マイウェイ出版）ISBN 978-4866902388

### 協力など
- 片山まさゆきの麻雀教室（著者:片山まさゆき、記事協力:馬場裕一）（1984年6月22日、講談社）ISBN 978-4061037106
  - 片山まさゆきの麻雀教室 文庫版（著者:片山まさゆき、記事協力:馬場裕一）（2001年11月1日、講談社漫画文庫）ISBN 978-4063601237
- 劇画シミュレーション ザ・麻雀 ―キミが挑戦者だ―（作画:山口勝義、わたなべ健一、成田秀敏 原作・構成:北鏡太 雀技指導・解説:馬場裕一）（1987年9月30日、西東社）ISBN 978-4791602339 ※ゲームブック
- 麻雀必勝法（作画:宮川総一郎 作・構成:北鏡太 牌技指導:山根雀治、馬場裕一）（1987年10月21日、近代麻雀コミックス）
- 煌々たる雀星 全3巻（作画:井上孝重 原案・協力:馬場裕一）（竹書房/近代麻雀コミックス）
  - 1:小島武夫伝（1990年8月21日）ISBN 9784884754709
  - 2:田村光昭伝（1991年10月31日）ISBN 9784884755478
  - 3:灘麻太郎伝（1991年10月31日）ISBN 9784884755485
- 帝王少年 全2巻（作画:中村光信 協力:馬場裕一）（竹書房/近代麻雀コミックス）
  - 1（1992年5月1日）ISBN 978-4884755829
  - 2（1992年9月1日）ISBN 978-4884756055
- プロ麻雀伝説・小島武夫＆灘麻太郎（著:井上孝重、協力:馬場裕一）（2012年10月27日、竹書房）ISBN 9784812478431

## 出演

### テレビ番組
- 麻雀最強戦（1989年 - 現在、ニコニコ生放送など）
- THEわれめDEポン（1995年 - 2008年、フジテレビ、2011年 - 2021年2月[11]、フジテレビONE）スタジオ解説役、※休憩中のミニコーナー「バビィに聞け!」[注 2]も担当（第66弾 - 第143弾）
- モンド麻雀プロリーグ（1997年 - 2023年9月[12]、MONDO TV）解説役（第17回名人戦まで）
- 麻雀脳（2008年 - 2009年、フジテレビNEXT）ナビゲーター役
- 第1回麻雀プロ団体日本一決定戦（2016年、ABEMA）解説役
- 妻にはショナイで！ 麻雀でキメたい！編（2017年、全2回、日テレプラス）講師・解説役
- 女流雀士のノックアウト★マッチ～麻雀・日テレプラス杯2017頂上決戦（2017年、全10回、日テレプラス）実況役
- dTVチャンネル杯 King of 麻雀（2018年、麻雀スリアロチャンネル）解説役
- Ｕ-50 日テレプラス麻雀リーグ ヤングマスターズ ペナントレース（2018年 - 2020年、日テレプラス）解説役

※他、解説役などで多数の出演あり

### ウェブテレビ
- 天 天和通りの快男児 第9話 - 第12話 麻雀指導:馬場裕一(2018年10月4日、Paravi)- 第2話 ～第12話まで全話一挙配信

## 作品

### 映画
- 兎USAGI～野性の闘牌～（2013年2月15日、ジーピー・ミュージアム）監督:薬師寺光幸 闘牌指導:馬場裕一[13]
- 咲-Saki-（2017年2月3日公開、プレシディオ）監督:小沼雄一 麻雀指導:馬場裕一[14]
- 麻雀最強戦 the movie（2022年11月18日公開、マグネタイズ）監督:原澤遊風[15]

### オリジナルビデオ
- 雀鬼／裏麻雀勝負！20年間無敗の男（1992年12月1日、徳間ジャパンコミュニケーションズ）監督:小沼勝 牌譜指導:馬場裕一[16]
- 雀鬼2／白刃を背に（1993年10月22日、徳間ジャパンコミュニケーションズ）監督:小沼勝 牌譜指導:馬場裕一[17]
- 雀鬼3／治外法権麻雀（1994年2月25日、徳間ジャパンコミュニケーションズ）監督:小沼勝 牌譜指導:馬場裕一[18]
- 雀荘へ行こう（1995年2月21日、バンダイビジュアル）監督:阿部誠華[19]
- むこうぶち15 高レート裏麻雀列伝 麻雀の神様（2018年12月25日、GPミュージアム）監督:片岡修二[20]
- むこうぶち16 高レート裏麻雀列伝 無邪気（2019年1月25日、GPミュージアム）監督:片岡修二[21]

### DVD作品
- ミスター麻雀 小島武夫五番勝負 DVD-BOX（2008年、コロムビアミュージックエンタテインメント）感想戦
- 麻雀脳 アイドリング!!!1号・加藤沙耶香 編（2009年5月22日、竹書房）ナビゲーター役
- 麻雀超技学会（2009年7月30日、イーネット・フロンティア）
- 麻雀最強戦20周年記念 近代麻雀オールスター最強戦（予選・後編、決勝戦、2010年、竹書房）
- 麻雀最強戦2011 ファイナル（2012年、竹書房）
- 麻雀最強戦2012 鉄人プロ代表決定戦（上巻、下巻、2012年、竹書房）
- THE役満 ベストセレクション（2014年12月3日、AMGエンタテイメント）ナビゲーター役
- 麻雀プロリーグ 至高の一局（2015年12月2日、AMGエンタテインメント）ナビゲーター役
- 麻雀最強戦2017 男子プロ豪傑大激突（中巻、下巻、2017年、竹書房）
- 麻雀最強戦2017 ファイナル（A卓、決勝戦、2018年、竹書房）
- バビィの麻雀キャンプ! 短期間集中プログラム（2018年、AMGエンタテインメント）
- 麻雀最強戦2018 男子プロ代表決定戦 手役の極（上巻、2018年、竹書房）
- 麻雀最強戦2019 男子プロ代表決定戦 天使の吐息（中巻、2019年、竹書房）

※他、解説役などで多数の出演あり

## その他

### ゲーム
- セガNET麻雀 MJ Arcade（2017年、セガ・インタラクティブ） - 音声解説

## タイトル
麻雀最強戦20周年記念 近代麻雀オールスター最強戦 優勝